# Fritz Arno Wagner
Fritz Arno Wagner (Schmiedefeld, 5 dicembre 1884 – Gottinga, 18 agosto 1958) è stato un direttore della fotografia tedesco, uno dei più importanti del periodo del cinema muto espressionista per le sue collaborazioni a capolavori del cinema mondiali firmati da registi quali Fritz Lang, Friedrich Wilhelm Murnau, G.W. Pabst.

## Filmografia

### 1919
- Vendetta, regia di Georg Jacoby (1919)
- Der Galeerensträfling, regia di Rochus Gliese e Paul Wegener (1919)

### 1920
- Das Skelett des Herrn Markutius, regia di Victor Janson (1920)
- Das Martyrium, regia di Paul L. Stein (1920)
- Die geschlossene Kette, regia di Paul L. Stein (1920)

### 1921
- Il castello di Vogelod (Schloß Vogelöd) , regia di Friedrich Wilhelm Murnau (1921)
- Das Spiel mit dem Feuer, regia di Georg Kroll, Robert Wiene (1921)
- Nachtbesuch in der Northernbank, regia di Karl Grune (1921)
- Arme Violetta, regia di Paul L. Stein (1921)
- Signore delle tenebre (Der müde Tod), regia di Fritz Lang (1921)
- Pariserinnen, regia di Léo Lasko (1921)

### 1922
- Nosferatu - Il vampiro (Nosferatu, eine Symphonie des Grauens), regia di Friedrich Wilhelm Murnau (1922)
- Bardame, regia di Johannes Guter (1922)
- La terra che brucia (Der brennende Acker), regia di Friedrich Wilhelm Murnau (1922)
- Der Graf von Essex, regia di Peter Paul Felner (1922)
- Der Ruf des Schicksals, regia di Johannes Guter (1922)
- Wem nie durch Liebe Leid geschah!, regia di Heinz Schall (1922)
- Lebenshunger, regia di Johannes Guter (1922)
- Das hohe Lied der Liebe, regia di Heinz Schall (1922)

### 1923
- Zwischen Abend und Morgen, regia di Arthur Robison (1923)
- Ombre ammonitrici (Schatten - Eine nächtliche Halluzination), regia di Arthur Robison (1923)
- Die Magyarenfürstin, regia di Werner Funck (1923)
- Der Großindustrielle, regia di Fritz Kaufmann (1923)

### 1924
- Der Sprung ins Leben, regia di Johannes Guter (1924)

### 1925
- L'erede dei Grishus (Zur Chronik von Grieshuus), regia di Arthur von Gerlach (1925)
- Pietro der Korsar, regia di Arthur Robison (1925)
- Das Fräulein vom Amt, regia di Hanns Schwarz (1925)

### 1926
- Der rosa Diamant, regia di Rochus Gliese (1926)
- Die drei Kuckucksuhren, regia di Lothar Mendes (1926)
- Vater werden ist nicht schwer... , regia di Erich Schönfelder (1926)

### 1927
- Eine Dubarry von heute, regia di Alexander Korda (1927)
- Liebeshandel, regia di Jaap Speyer (1927)
- Der Weltkrieg, 1. Teil - Des Volkes Heldengang, regia di Léo Lasko (1927)
- Am Rande der Welt, regia di Karl Grune (1927)
- Il giglio nelle tenebre (Die Liebe der Jeanne Ney), regia di G.W. Pabst (1927)
- Natur und Liebe, regia di Wolfram Junghans, Ulrich K.T. Schultz, Willi Achsel (1927)

### 1928
- L'inafferrabile (Spione), regia di Fritz Lang (1928)
- L'agente segreto della Pompadour (Marquis d'Eon, der Spion der Pompadour), regia di Karl Grune (1928)

### 1929
- Waterloo, regia di Karl Grune (1929)
- L'ultimo forte (Das letzte Fort), regia di Kurt Bernhardt (Curtis Bernhardt) (1929)
- Tagebuch einer Verlorenen, regia di Georg Wilhelm Pabst (1929)
- Sant'Elena (Napoleon auf St. Helena), regia di Lupu Pick (1929)
- Se un giorno tu vorrai (Wenn du einmal dein Herz verschenkst), regia di Johannes Guter (1929)

### 1930
- Westfront (Westfront 1918), regia di Georg Wilhelm Pabst (1930)
- Die Jagd nach dem Glück, regia di Rochus Gliese (1930)
- Lo scandalo di Eva (Skandal um Eva), regia di Georg Wilhelm Pabst (1930)
- Dolly macht Karriere, regia di Anatole Litvak (1930)
- La Barcarolle d'amour , regia di Carl Froelich, Henry Roussel (1930)
- L'incendio dell'opera, regia di Carl Froelich (1930)

### 1931
- L'opera da tre soldi (Die 3groschenoper), regia di Georg Wilhelm Pabst (1931)
- M - Il mostro di Düsseldorf (M - Eine Stadt sucht einen Mörder), regia di Fritz Lang (1931)
- L'Opéra de quat'sous, regia di G.W. Pabst (1931)
- La tragedia della miniera (Kameradschaft), regia di Georg Wilhelm Pabst (1931)
- Ronny, regia di Reinhold Schünzel (1931)
- Ronny, regia di Roger Le Bon, Reinhold Schünzel (1931)

### 1932
- Es wird schon wieder besser, regia di Kurt Gerron (1932)
- Questa notte o mai più (Das Lied einer Nacht), regia di Anatole Litvak (1932)
- L'avventura felice (Das schöne Abenteuer), regia di Reinhold Schünzel (1932)
- La Belle Aventure, regia di Roger Le Bon e Reinhold Schünzel (1932)
- Tell Me Tonight, regia di Anatole Litvak (1932)

### 1933
- La Chanson d'une nuit, regia di Pierre Colombier, Anatole Litvak (1933)
- Spione am Werk, regia di Gerhard Lamprecht (1933)
- Il testamento del dottor Mabuse (Das Testament des Dr. Mabuse), regia di Fritz Lang (1933)
- Le Testament du Dr. Mabuse, regia di Fritz Lang, René Sti (1933)
- Notte d'amore sul Bosforo (Die Nacht der großen Liebe), regia di Géza von Bolváry (1933)
- I fuggiaschi (Flüchtlinge), regia di Gustav Ucicky (1933)
- Das Schloß im Süden, regia di Géza von Bolváry (1933)

### 1934
- Volga in fiamme (Volga en flammes), regia di Viktor Tourjansky (1934)
- Au bout du monde, regia di Henri Chomette, Gustav Ucicky (1934)
- All'armi (Ein Mann will nach Deutschland), regia di Paul Wegener (1934)
- Spiel mit dem Feuer, regia di Ralph Arthur Roberts (1934)
- Turandot (Prinzessin Turandot), regia di Gerhard Lamprecht (1934)
- Dannazione (Liebe, Tod und Teufel), regia di Heinz Hilpert e Reinhart Steinbicker (1934)
- Château de rêve, regia di G. de Bolvary (Géza von Bolváry) (1934)

### 1935
- Turandot, princesse de Chine, regia di Gerhard Lamprecht, Serge Veber (1935)
- Le Diable en bouteille, regia di Heinz Hilpert, Reinhart Steinbicker (1935)
- Anfitrione (Amphitryon), regia di Reinhold Schünzel (1935)
- Les dieux s'amusent, regia di Reinhold Schünzel, Albert Valentin (1935)
- Rose nere (Schwarze Rosen), regia di Paul Martin (1935)

### 1936
- L'anello tragico (Savoy-Hotel 217), regia di Gustav Ucicky (1936)
- Unter heißem Himmel, regia di Gustav Ucicky (1936)

### 1937
- Glamorous Night, regia di Brian Desmond Hurst (1937)
- Sherlock Holmes, regia di Karl Hartl (1937)
- L'orma del diavolo (Der zerbrochene Krug), regia di Gustav Ucicky, Emil Jannings (1937)
- Tango Notturno, regia di Fritz Kirchhoff (1937)

### 1938
- Das Mädchen mit dem guten Ruf, regia di Hans Schweikart (1938)
- Schatten über St. Pauli, regia di Fritz Kirchhoff (1938)
- Adriana Lecouvreur (Adrienne Lecouvreur), regia di Marcel L'Herbier (1938)

### 1939
- Un caso disperato (Ein hoffnungsloser Fall), regia di Erich Engel (1939)
- Il quarto non arriva (Der vierte kommt nicht), regia di Max W. Kimmich (1939)
- La vita del dottor Koch (Robert Koch, der Bekämpfer des Todes), regia di Hans Steinhoff (1939)

### 1940
- La volpe insanguinata (Der Fuchs von Glenarvon), regia di Max W. Kimmich (1940)
- Matrigna (Aus erster Ehe), regia di Paul Verhoeven (1940)
- Nemici (Feinde), regia di Viktor Tourjansky (1940)
- I masnadieri (Friedrich Schiller - Der Triumph eines Genies), regia di Herbert Maisch (1940)

### 1941
- Ohm Kruger l'eroe dei Boeri (Ohm Krüger), regia di Hans Steinhoff (1941)
- Was geschah in dieser Nacht, regia di Theo Lingen (1941)

### 1942
- Der Fall Rainer, regia di Paul Verhoeven (1942)
- Die Entlassung, regia di Wolfgang Liebeneiner (1942)

### 1943
- I pagliacci, regia di Giuseppe Fatigati (1943)
- Dono di primavera (Altes Herz wird wieder jung), regia di Erich Engel (1943)
- Lache Bajazzo, regia di Leopold Hainisch (1943)
- Ein glücklicher Mensch, regia di Paul Verhoeven (1943)
- Ich werde dich auf Händen tragen, regia di Kurt Hoffmann (1943)

### 1944
- Herr Sanders lebt gefährlich, regia di Robert A. Stemmle (1944)

### 1945
- Meine Herren Söhne, regia di Robert A. Stemmle (1945)
- Befreite Musik, regia di Peter Pewas (1945)

### 1948
- Das kleine Hofkonzert , regia di Paul Verhoeven (1948)

### 1949
- Die Brücke, regia di Arthur Pohl (1949)
- Du bist nicht allein, regia di Paul Verhoeven (1949)
- Mädchen hinter Gittern, regia di Alfred Braun (1949)

### 1950
- Frauenarzt Dr. Prätorius, regia di Karl Peter Gillmann (come Karl P. Gillmann) (1950)
- Tempi magnifici (Herrliche Zeiten), regia di Erik Ode, Günter Neumann (1950)
- Das Mädchen aus der Südsee, regia di Hans Müller (1950)

### 1951
- Die tödlichen Träume, regia di Paul Martin (1951)
- Due mogli per ogni uomo (Die Frauen des Herrn S.), regia di Paul Martin (1951)
- Die Schuld des Dr. Homma, regia di Paul Verhoeven (1951)
- Sfida alla morte (Torreani), regia di Gustav Fröhlich (1951)

### 1952
- Ein ganz großes Kind, regia di Paul Verhoeven (1952)
- Der Fürst von Pappenheim, regia di Hans Deppe (1952)
- Mein Herz darfst du nicht fragen, regia di Paul Martin (1952)
- 1 aprile 2000 (1. April 2000), regia di Wolfgang Liebeneiner (1952)

### 1953
- Fräulein Casanova, regia di E.W. Emo (1953)
- Die Rose von Stambul, regia di Karl Anton (1953)
- Der Vetter aus Dingsda

### 1954
- Heideschulmeister Uwe Karsten , regia di Hans Deppe (1954)
- Die tolle Lola
- Aus eigener Kraft
- Der treue Husar, regia di Rudolf Schündler (1954)
- Konsul Strotthoff, regia di Erich Engel (1954)
- Clivia, regia di Karl Anton (1954)

### 1955
- Die Frau des Botschafters, regia di Hans Deppe (1955)
- Hotel Adlon, regia di Josef von Báky (1955)

### 1956
- Die wilde Auguste
- Meine 16 Söhne, regia di Hans Domnick (1956)
- Tausend Melodien, regia di Hans Deppe (1956)
- Hochzeit auf Immenhof, regia di Volker von Collande (1956)
- Geliebte Corinna, regia di Eduard von Borsody (1956)

### 1957
- Ferien auf Immenhof, regia di Hermann Leitner (1957)
- Das Mädchen ohne Pyjama, regia di Hans Quest (1957)
- Kindermädchen für Papa gesucht, regia di Hans Quest (1957)
- Liebe, Jazz und Übermut, regia di Erik Ode (1957)

### 1958
- Der Czardas-König, regia di Harald Philipp (1958)
- Wehe wenn sie losgelassen..., regia di Géza von Cziffra (1958)
- Ohne Mutter geht es nicht, regia di Erik Ode (1958)